# Aurelio Cetica
Aurelio Cetica (Marciano della Chiana, 25 giugno 1903 – Firenze, 1984) è stato un architetto italiano.

## Biografia

Casa della Gioventù italiana del Littorio, 1938 (demolita)

Consegue il diploma di professore architetto all'Accademia di belle arti di Firenze nel 1926. Diviene poi assistente di Raffaello Brizzi presso la nuova Regia scuola superiore di architettura di Firenze, per poi ottenere l'insegnamento di composizione architettonica.

## Opere
- Padiglioni balneari, Viareggio, 1932
- Teatro comunale "Vittorio Emanuele II", Firenze, corso Italia, 1931-32 (in collaborazione con Alessandro Giuntoli)
- Casa della Gioventù italiana del Littorio, Firenze, viale Giovine Italia, viale Duca degli Abruzzi, viale Giovanni Amendola, piazza Cesare Beccaria, 1933-38 (in collaborazione con l'ingegner Fiorenzo De Reggi)
- Scuola centrale dei reali carabinieri, Firenze, piazza Stazione, via della Scala, 1938-41 (in collaborazione con Alessandro Giuntoli)Villa privata loc. Intavolata 1973

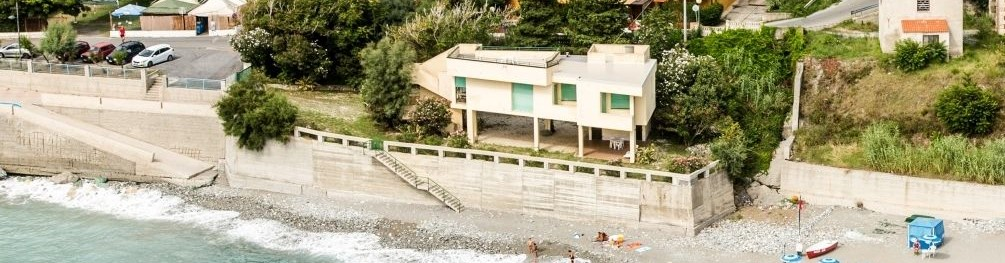
Villa privata loc. Intavolata 1973

- Chiesa della Beata Maria Vergine Madre della Divina Provvidenza, Firenze, via Dino Compagni, 1947-59
- Centro Studi della CISL, Firenze, via della Piazzola, 1959
- Villa privata in Calabria loc. Intavolata (studio architettura ed ingegneria Cetica Aurelio e Pier Angelo) anno 1973